# Halfcocked
Halfcocked, également stylisé Half Cocked, Halfc*cked ou Half-Cocked, est un groupe américain de hard rock, originaire de Boston, dans le Massachusetts. 

## Historique
Influencés par le hard rock des années 1970 et le punk rock, ils débutent à Boston en 1997, en signant avec le label indépendant de Earth Records. En 1999, le groupe est troisième à la finale de WBCN Rock and Roll Rumble. Ils signent ensuite avec DreamWorks Records, puis s'installent à Los Angeles en 2000.
En 2001, après plusieurs reports de date, ils sortent l'album The Last Star avant de se séparer en 2002.

## Membres
- Sarah Reitkopp - chant
- Tommy O'Neil - guitare
- Johnny Rock Heatley - guitare
- Jhen Kobran - basse, chœurs
- Charlee Johnson - batterie
- Jaime Richter - guitare, chœurs

## Discographie

### Albums studio
- 1998 : Sell Out
- 2000 : Occupation: Rock Star
- 2001 : The Last Star

### Compilation
- 1998 : Girls! Girls! Girls! (Curve of the Earth) (Whole in the World)
- 1998 : Benefit for El Chupacabra (Polterchrist) (Ghost Bones)
- 2000 : Dracula 2000 ; bande son (Sony) (Sober)
- 2001 : Shrek ; bande son (DreamWorks) (Bad Reputation)
- 2001 : WWF Tough Enough ; bande son (DreamWorks) (Drive Away)